# The Time of Our Lives (EP)
The Time of Our Lives este al treilea album de studio al cântăreței americane Miley Cyrus. Pentru ca are mai puțin de 10 melodii, albumul este considerat un EP. Albumul a fost lansat pe 31 august 2009 de casa de discrui Hollywood Records și este văndut exclusiv în magazinele Wal-Mart. Acesta a fost creat pentru a promova linia de îmbrăcaminte lui Miley Cyrus împreună cu Max Azria. Pentru compunerea albumului Cyrus colaborat cu mulți producători și scriitori, precum Dr. Luke și John Shanks.

## Conținut

### Scriere și dezvoltare
După terminarea proiectelor a alter ego-ului Hannah Montana, Hannah Montana: The Movie, Hannah Montana: Hits Remixed și Hannah Montana 3, Miley Cyrus și Nick Jonas au compus "Before The Storm" și aceasta a fost reprezentată într-un concert în Londra, Regatul Unit. Piesa (live) este prezentată în album.
Prima melodie extrasă din album este "Party in the U.S.A.", scrisă de Dr. Luke și Claude Kelly. A doua melodie, "When I Look At You", a fost înregistrată principal pentru folosirea acestei în filmul The Last Song.
Piesele "Obsessed", "Talk Is Cheap" au fost compuse de John Shanks, și melodia care dă nume albumului, "The Time of Our Lives", a fost scrisă de Ke$ha și mama sa, Pebe Sebert. "Kicking And Screaming" este un bonus track inclus în albumul de debut a lui Ashlee Simpson.